# Derek Spence
Derek Spence (Belfast, 18 gennaio 1952) è un ex calciatore nordirlandese, di ruolo attaccante.

## Carriera

### Club
Nel 1970 gli inglesi dell'Oldham Athletic lo acquistano dal Crusaders. In seguito alla promozione dalla quarta alla terza categoria inglese, Spence gioca qualche incontro e nel 1972 si trasferisce al Bury, nuovamente in quarta divisione. Con 12 reti in 44 sfide di campionato, contribuisce alla promozione della società in Third Division, mettendo a segno 15 gol in 42 giornate nel 1975. Nel 1977 il Blackpool lo preleva, e dopo la prima stagione Spence vola in Grecia, all'Olympiakos: firma 6 marcature in 21 partite di campionato e ritornato al Blackpool in cambio di £ 27.000, che nel frattempo è retrocesso di categoria, realizza 16 marcature in 42 partite di terza divisione. Nel 1980 si accorda con il Southend United, rimanendo in terza divisione. In seguito alla retrocessione del club, nel 1981 sigla 21 gol contribuendo alla conquista del titolo di quarta divisione. Nel 1982 decide di fare una breve esperienza a Hong Kong prima di terminare il calcio giocato al Bury, nel 1984.

### Nazionale
Esordisce il 16 aprile 1975 contro la Jugoslavia (1-0).

## Palmarès

### Club

#### Competizioni nazionali
- Football League Two: 1

Southend United: 1980-1981